# Европско првенство у атлетици на отвореном 2018 — штафета 4 × 100 метара за мушкарце
Такмичење у трци штафета 4 х 100 м у мушкој конкуренцији на Европском првенству у атлетици 2018. у Берлину одржано је 12. августа на Олимпијском стадиону.
Титулу освојену у Амстердаму 2016 одбранила је штафета Уједињеног Краљевства.

## Земље учеснице
Учествовала су 66 такмичара из 16 земаља.
1. Грчка (4)
2. Италија (4)
3. Немачка (5)
4. Пољска (4)
5. Португалија (4)
6. Румунија (4)
7. Турска (4)
8. Уједињено Краљевство (4)
9. Украјина (4)
10. Финска (4)
11. Француска (4)
12. Холандија (5)
13. Чешка (4)
14. Швајцарска (4)
15. Шведска (4)
16. Шпанија (4)

## Рекорди
| Рекорди пре почетка Европског првенства 2018. | Рекорди пре почетка Европског првенства 2018.                                      | Рекорди пре почетка Европског првенства 2018. | Рекорди пре почетка Европског првенства 2018. | Рекорди пре почетка Европског првенства 2018. |
| --------------------------------------------- | ---------------------------------------------------------------------------------- | --------------------------------------------- | --------------------------------------------- | --------------------------------------------- |
| Олимпијски рекорди                            | Јамајка · (Неста Картер, Мајкл Фрејтер, Јохан Блејк, Јусејн Болт)                  | 36,84                                         | Лондон, Уједињено Краљевство                  | 11. август 2012.                              |
| Светски рекорд                                | Јамајка · (Неста Картер, Мајкл Фрејтер, Јохан Блејк, Јусејн Болт)                  | 36,84                                         | Лондон, Уједињено Краљевство                  | 11. август 2012.                              |
| Европски рекорд                               | Велика Британија · (Чиџинду Уџа, Адам Џемили, Данијел Талбот, Нетанил Мичел Блејк) | 37,47                                         | Лондон, Уједињено Краљевство                  | 12. август 2017.                              |
| Рекорди Европских првенстава                  | Француска · (Макс Моринијер, Данијел Сангума, Жан-Шарл Труабалl, Бруно Мари-Роз)   | 37,79                                         | Сплит, Југославија                            | 1. септембар 1990.                            |
| Најбољи светски резултат сезоне               | Велика Британија · (Чиџинду Уџа, Жарнел Хјуз, Адам Џемили, Нетанил Мичел Блејк)    | 37,61                                         | Лондон, Уједињено Краљевство                  | 22. јул 2018.                                 |
| Најбољи европски резултат сезоне              | Велика Британија · (Чиџинду Уџа, Жарнел Хјуз, Адам Џемили, Нетанил Мичел Блејк)    | 37,61                                         | Лондон, Уједињено Краљевство                  | 22. јул 2018.                                 |

## Сатница
| Датум      | Време | Коло          |
| ---------- | ----- | ------------- |
| 12. август | 19:40 | Квалификације |
| 12. август | 21:35 | Финале        |

## Освајачи медаља
|                                                                                     |                                                                                |                                                                                 |
| Чиџинду Уџа · Жармел Хјуз · Адам Џемили · Хари Ејкинс-Аритеј · Уједињено Краљевство | Емре Зафер Барнес · Жак Али Харви · Јигиџан Хемикоглу · Рамил Гулијев · Турска | Кристофер Гарија · Чуранди Мартина · Хенсли Паулина · Тајмир Бурнет · Холандија |

## Резултати

### Квалификације
Такмичење је одржано 12. августа 2018. године. За 8 места у финалу квалификовале су се по три првопласиране штафете из обе квалификационе групе (КВ) и две штафете по постигнутом резултату (кв).,,
Почетак такмичења: група 1 у 19:40, група 2 у 19:48.
| Поз. | Гру. | Ста. | Штафета     | Атлетичари                                                                              | НР    | Рез.  | Бел.         |
| ---- | ---- | ---- | ----------- | --------------------------------------------------------------------------------------- | ----- | ----- | ------------ |
| 1.   | 1    | 6    | УК          | Чиџинду Уџа, Жармел Хјуз, Адам Џемили, Нетанил Мичел Блејк                              | 37,47 | 37,84 | КВ           |
| 2.   | 1    | 3    | Холандија   | Кристофер Гарија, Чуранди Мартина, Хенсли Паулина, Тајмир Бурнет                        | 38,21 | 38,30 | КВ           |
| 3.   | 1    | 7    | Турска      | Емре Зафер Барнес, Жак Али Харви, Јигиџан Хемикоглу, Рамил Гулијев                      | 38,30 | 38,30 | КВ, =НР      |
| 4.   | 2    | 7    | Француска   | Микел-Меба Зезе, Марвин Рене, Стуарт Дитамби, Мамадоу Фал                               | 37,79 | 38,62 | КВ           |
| 5.   | 2    | 8    | Украјина    | Александар Соколов, Емил Ибрахимов, Володимир Супрун, Сергеј Смелик                     | 38,53 | 38,86 | КВ, НРС      |
| 6.   | 1    | 4    | Чешка       | Зденек Стромшик, Јан Велеба, Јан Јирка, Павел Маслак                                    | 38,82 | 38,94 | кв, НРС      |
| 7.   | 1    | 8    | Португалија | Жозе Лопез, Дијого Антунес, Фредерико Курвело, Карлос Насименто                         | 38,65 | 39,09 | кв, НРС      |
| 8.   | 2    | 3    | Финска      | Ету Рантала, Ото Ахлфорс, Оскари Лехтонен, Самуел Пурола                                | 39,25 | 39,11 | КВ, НР       |
| 9.   | 2    | 2    | Шпанија     | Патрик Чинеду Ајк, Пол Ретамал, Данијел Родригез, Анхел Давид Родригез                  | 38,46 | 39,12 | НРС          |
| 10.  | 2    | 6    | Швајцарска  | Сугантан Сомасундарам, Силван Вики, Флоријан Кливаз, Алекс Вилсон                       | 38,54 | 39,13 | НРС          |
| 11.  | 1    | 1    | Грчка       | Ефтхимиос Стериоулис, Јоанис Нифадопулос, Панајотис Тривизас, Ликургос-Стефанос Цаконас | 38,61 | 39,49 | НРС          |
| 12.  | 1    | 2    | Румунија    | Костин Флоријан Хомиуц, Алекандру Терпезан, Јонут Андреј Неагоје, Петре Резмивес        | 39,18 | 39,63 |              |
|      | 2    | 1    | Немачка     | Јулијан Ројс, Свен Книпфалс, Роберт Херинг,Лукас Јакупчик                               | 38,02 | НЗ    |              |
|      | 1    | 5    | Шведска     | Денис Леал, Стефан Тарнувуд, Феликс Свенсон, Тони Дарквах                               | 38,63 | НЗ    |              |
|      | 2    | 5    | Пољска      | Грегорж Зимнијевич, Пжемислав Словиковски, Адам Павловски, Карол Залевски               | 38,31 | Диск. | чл. 163.3(а) |
|      | 2    | 4    | Италија     | Масимилијано Фераро, Федерико Катанео, Давиде Манети, Фипипо Торту                      | 38,17 | Диск. | чл. 170.7    |

### Финале
Такмичење је одржано 12. августа 2018. године у 21:35.
| Поз. | Стаза | Штафета              | Атлетичари                                                          | Време | Белешка |
| ---- | ----- | -------------------- | ------------------------------------------------------------------- | ----- | ------- |
|      | 5     | Уједињено Краљевство | Чиџинду Уџа, Жармел Хјуз, Адам Џемили, Хари Ејкинс-Аритеј           | 37,80 |         |
|      | 8     | Турска               | Емре Зафер Барнес, Жак Али Харви, Јигиџан Хемикоглу, Рамил Гулијев  | 37,98 | НР      |
|      | 6     | Холандија            | Кристофер Гарија, Чуранди Мартина, Хенсли Паулина, Тајмир Бурнет    | 38,03 | НР      |
| 4.   | 3     | Француска            | Микел-Меба Зезе, Марвин Рене, Стуарт Дитамби, Мамадоу Фал           | 38,51 | НРС     |
| 5.   | 4     | Украјина             | Александар Соколов, Емил Ибрахимов, Володимир Супрун, Сергеј Смелик | 38,71 | НРС     |
| 6.   | 7     | Финска               | Ету Рантала, Ото Ахлфорс, Оскари Лехтонен, Самуел Пурола            | 38,92 | НР      |
| 7.   | 1     | Португалија          | Жозе Лопез, Дијого Антунес, Фредерико Курвело, Карлос Насименто     | 39,07 | НРС     |
| 8.   | 2     | Чешка                | Зденек Стромшик, Јан Велеба, Јан Јирка, Павел Маслак                | НС    |         |